# 第244步兵師 (德國國防軍)
德國國防軍陸軍第244步兵師（德語：244. Infanterie-Division）是納粹德國國防軍陸軍的一個步兵師。該師於1943年9月組建。
該師組建後，在安特卫普駐紮，1944年調至法國南部防守，應對盟軍登陸。
該師最後於1944年8月在马赛向盟軍投降。

## 註腳
1. ↑  Mitcham（2007年）